# Škoda 932
Škoda 932 − prototyp małego samochodu osobowego firmy Škoda Auto, zaprezentowany po raz pierwszy 26 października 1932 roku.
Projekt budowy małego auta zrodził się w Mladá Boleslav na początku lat 30. XX wieku. Skonstruowania pojazdu podjął się Karel Hrdlicka. Zastosował w nim benzynowy, czterosuwowy, czterocylindrowy, dolnozaworowy silnik w układzie przeciwsobnym umieszczony podłużnie nad przednią osią. Jednostka ta miała pojemność skokową 1498 cm³, która przy 3500 obrotach na minutę pozwalała osiągnąć moc maksymalną 22,1 kW (30 KM), napęd przenoszony był na tylną oś. Innowacją w skali światowej było zastosowanie do chłodzenia silnika powietrza zamiast cieczy. Karoserię stanowiła samonośna konstrukcja z drewnianym szkieletem obłożonym blaszanymi panelami. Nadwozie prototypu było dwudrzwiowe. 
Zbudowano jeden egzemplarz tego prototypowego pojazdu. Samochód można uznać za przełomowy. pod względem konstrukcyjnym zdecydowanie wyprzedzał on konkurentów. Tatra podobny prototyp małego samochodu tylnonapędowego z silnikiem chłodzonym powietrzem stworzony przez Hans Ledwinka oznaczony symbolem V 570 (Tatra 97) przedstawiła dopiero po upływie roku. Natomiast Volkswagen Garbus, w którym zastosowano niemal identyczne rozwiązania, został przedstawiony przez Ferdinanda Porsche dopiero 5 stycznia 1936 roku.